# 미나미우오누마군

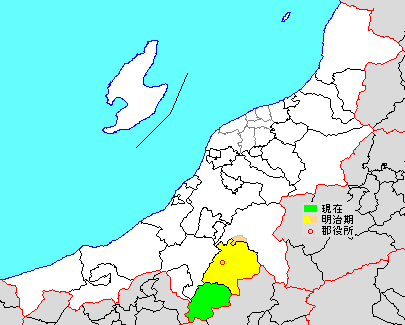
미나미우오누마군의 범위

미나미우오누마군(일본어: 南魚沼郡, みなみうおぬまぐん)은 일본 니가타현의 주에쓰 지방 남부에 있는 군이다.
인구 8,127명, 면적 357.29km², 인구밀도 22.7명/km².(2025년 3월 1일, 추계인구)
이하 1정으로 구성된다.
- 유자와정(湯沢町)

## 군역
1879년 행정 구역으로 발족할 당시의 군역은 위의 1정 외에 아래의 행정 구역에 해당한다.
- 미나미우오누마시
- 우오누마시의 일부

## 역사
1878년에 제정된 군구정촌 편제법에 의해서 에치고국 우오누마군의 영역에 기타우오누마군, 나카우오누마군, 미나미우오누마군의 3개 군을 설치한 것에 의해 성립하였다. 성립 당시의 군역은 거의 현재의 미나미우오누마시 및 유자와정에 해당된다. 군 관공서는 무이카마치촌(현 미나미우오노마시)에 놓였다.
- 1879년 4월 9일 - 군구정촌 편제법이 니가타현에서 시행되면서 우오누마군의 168촌으로 미나미우오누마군이 발족. 군청은 무이카마치촌에 설치되었다.
- 1889년 4월 1일 - 정촌제 시행으로 아래의 정촌이 발족. 따로 적은 곳 외에는 현 미나미우오누마시.(47촌)

- 아사카이촌(浅貝村): 현 유자와정
- 후타이촌(二居村): 현 유자와정
- 미쓰마타촌(三俣村): 현 유자와정
- 간다쓰촌(神立村): 현 유자와정
- 쓰치타루촌(土樽村): 현 유자와정
- 유자와촌(湯沢村): 현 유자와정
- 우와세키촌(上関村)
- 오누마촌(大沼村)
- 오키미다촌(大君田村)
- 시오자와촌(塩沢村)
- 나카모쿠라이덴촌(中目来田村)
- 도미자네촌(富実村)
- 요시자토촌(吉里村)
- 가미시마촌(上島村)
- 도치쿠보신덴(栃窪新田)
- 오토미촌(大富村)
- 니시나카지마촌(西中島村)
- 히가시나카지마촌(東中島村)
- 오키로쿠촌(大木六村)
- 야마토촌(大和村)(제1차)
- 미나미아사히촌(南旭村)
- 나가사키촌(長崎村)
- 아사히촌(旭村)
- 미쓰와촌(三和村)
- 고구리야마촌(小栗山村)
- 무이카마치촌(六日町村)
- 요카와촌(余川村)
- 기미가에리촌(君帰村)
- 가케노우에촌(欠ノ上村)
- 가와쿠보촌(川窪村)
- 야와타촌(八幡村)
- 미사시마촌(美佐島村)
- 니시이카사와촌(西五十沢村)
- 히가시이카사와촌(東五十沢村)
- 미나미이카사와촌(南五十沢村)
- 미나미조나이촌(南城内村)
- 기타조나이촌(北城内村)
- 오마키촌(大巻村)
- 미나미야부카미촌(南藪神村)
- 기타야부카미촌(北藪神村)
- 우라사촌(浦佐村)
- 미즈오촌(水尾村)
- 오사키촌(大崎村)
- 미즈나시촌(水無村)
- 사카모토촌(坂本村)
- 미요촌(三用村)
- 이메가사키촌(伊米ヶ崎村): 현 우오누마시

- 1893년 6월 9일 - 도치쿠보신덴이 개칭하여 도치쿠보촌(栃窪村)이 됨.
- 1900년
  - 7월 13일 - 무이카마치촌이 정제 시행으로 무이카정(六日町)이 됨.(1정 46촌)
  - 11월 16일 - 시오자와촌이 정제 시행으로 시오자와정(塩沢町)이 됨.(2정 45촌)
  - 12월 7일 - 미즈나시촌·사카모토촌이 합병하여 아카이시촌(赤石村)이 발족.(2정 44촌)
- 1901년 11월 1일 - 아래의 정촌이 신설합병을 통해 통합됨.(2정 35촌)

- 미쿠니촌(三国村) ← 아사카이촌, 후타이촌
- 나카노시마촌(中之島村) ← 니시나카지마촌, 히가시나카지마촌, 오키로쿠촌, 야마토촌
- 이카사와촌(五十沢村) ← 니시이카사와촌, 히가시이카사와촌, 미나미이카사와촌
- 조나이촌(城内村) ← 미나미조나이촌, 기타조나이촌
- 오마키촌 ← 오마키촌, 미나미야부카미촌［五日町］
- 야부카미촌(藪神村) ← 기타야부카미촌, 미나미야부카미촌［九日町·名木沢·城山新田·今町］
- 오사키촌 ← 미즈오촌, 오사키촌
- 히가시촌(東村) ← 아카이시촌, 미요촌

- 1906년 4월 1일(2정 16촌)
  - 우와세키촌·오누마촌·오키미다촌이 합병하여 이시우치촌(石打村)이 발족.
  - 나카모쿠라이덴촌·도미자네촌·요시자토촌·가미시마촌·도치쿠보촌 및 오토미촌의 일부가 시오자와정에 편입.
  - 미나미아사히촌·나가사키촌·아사히촌 및 미쓰와촌의 일부가 합병하여 우에다촌(上田村)이 발족.
  - 고구리야마촌·요카와촌·기미가에리촌·가케노우에촌·가와쿠보촌·야와타촌·미사시마촌 및 오토미촌의 잔여부, 미쓰와촌의 잔여부가 무이카정에 편입.
- 1950년 4월 1일 - 이메가사키촌의 일부가 기타우오누마군 고이데정에 편입.
- 1954년 5월 1일 - 이메가사키촌이 기타우오누마군 고이데정에 편입.(2정 15촌)
- 1955년 3월 31일 - 유자와촌·미쿠니촌·미쓰마타촌·간다쓰촌·쓰치타루촌이 합병하여 유자와정(湯沢町)이 발족.(3정 10촌)
- 1956년
  - 4월 1일 - 야부카미촌·우라사촌·오사키촌·히가시촌이 합병하여 야마토촌(大和村)(제2차)이 발족.(3정 7촌)
  - 9월 1일 - 이카사와촌·조나이촌·오마키촌이 무이카정에 편입.(3정 4촌)
- 1957년 2월 1일 - 이시우치촌·우에다촌이 시오자와정에 편입.(3정 2촌)
- 1959년 11월 1일 - 나카노시마촌이 시오자와정에 편입.(3정 1촌)
- 1962년 4월 1일 - 야마토촌이 정제 시행으로 야마토정(大和町)이 됨.(4정)
- 2004년 11월 1일 - 무이카정·야마토정이 합병하여 미나미우오누마시(南魚沼市)가 발족, 군에서 이탈.(2정)
- 2005년 10월 1일 - 시오자와정이 미나미우오누마시에 편입.(1정)

## 같이 보기
- 우오누마군
- 기타우오누마군
- 나카우오누마군